# 임실동중학교
임실동중학교(任實東中學校)는 대한민국 전북특별자치도 임실군 임실읍 이도리에 있는 공립 중학교이다.

## 학교 연혁
- 1952년 1월 8일 : 임실동중학교 설립 인가
- 1952년 2월 11일 : 임실동중학교 개교
- 2021년 3월 1일 : 제24대 조미숙 교장 부임
- 2023년 2월 9일 : 제70회 졸업식 (졸업생 64명, 총 10,360명)

## 참고 자료
- 임실동중학교 - 한국교육학술정보원 학교알리미